# جمعية فرجينيا العامة
جمعية فرجينيا العامة (بالإنجليزية: Virginia General Assembly) هي الهيئة التشريعية لفرجينيا، تتكون من المجلس الأعلى مجلس شيوخ فرجينيا، والمجلس الأدنى مجلس نواب فرجينيا.